# Kantate auf den Tod Kaiser Josephs II.

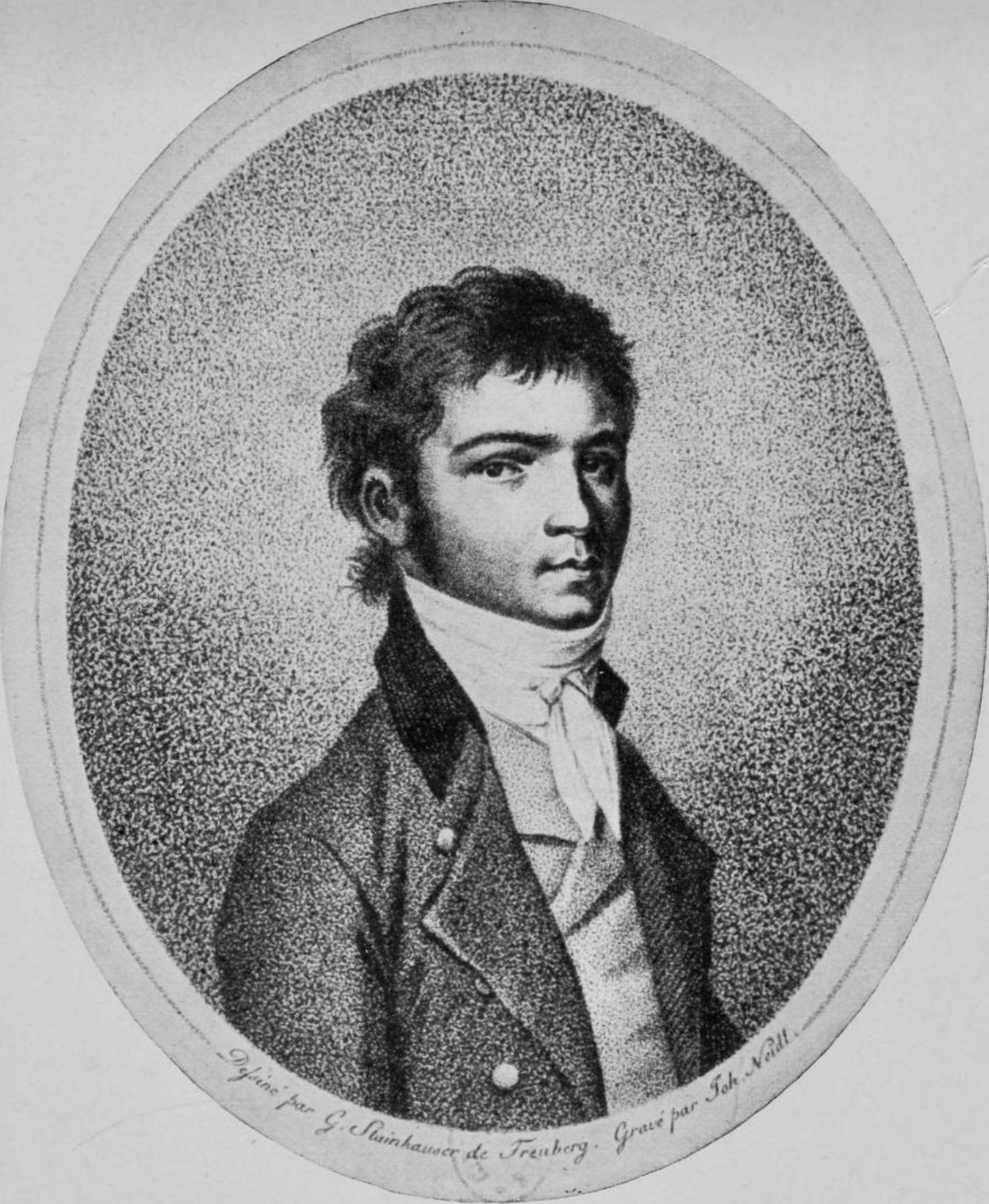
Gandolph Ernst Stainhauser, Johann Joseph Neidl: Beethoven, 1801.

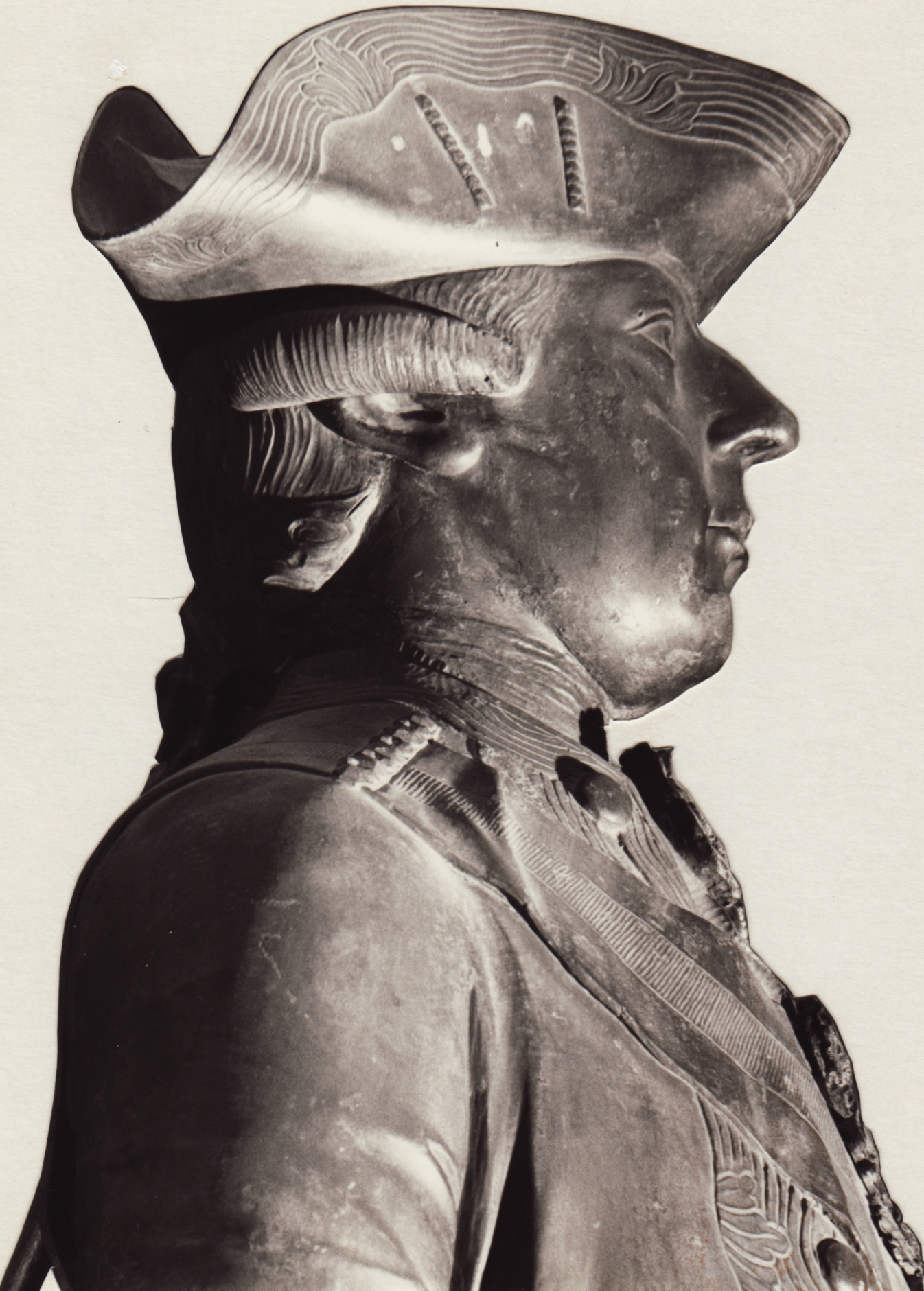
Balthasar Ferdinand Moll: Reiterstandbild Josephs II., Laxenburg, 1776/77 (Detail).

Die Kantate auf den Tod Kaiser Josephs II. für Soli, gemischten Chor und Orchester (WoO 87) ist das erste größere Werk Ludwig van Beethovens. Der 19-jährige schrieb es 1790 in Bonn, der Residenzstadt des Erzbischofs und Kurfürsten von Köln, Max Franz von Österreich-Lothringen. Der Text des 21-jährigen Severin Anton Averdonk beklagt den Tod des Kaisers als eines Aufklärers und Kämpfers gegen den religiösen Fanatismus.

## Entstehung
Beethovens Musiklehrer Christian Gottlob Neefe schrieb über den 11-Jährigen: „Dieses junge Genie verdiente Unterstützung, daß es reisen könnte. Er würde gewiß ein zweyter Wolfgang Amadeus Mozart werden, wenn er so fortschritte, wie er angefangen“. Auch Max Franz, Bruder Josephs II., erkannte und förderte Beethovens Genie. So konnte der nunmehr 16-Jährige im März 1787 nach Wien reisen, um Kompositionsunterricht bei Mozart zu nehmen. Weil seine Mutter auf dem Sterbebett lag, musste er aber schon im Mai wieder nach Bonn zurückkehren.
Der Kaiser starb am 20. Februar 1790 an Tuberkulose, die er sich im Türkenkrieg zugezogen hatte. Die Nachricht davon erreichte Bonn vier Tage später. Dort war aus dem von Neefe geleiteten Kreis der Bonner Illuminaten die noch heute bestehende Lese- und Erholungs-Gesellschaft (Lese) hervorgegangen. Diese organisierte für den 19. März eine Trauerfeier für Joseph II., an der auch Max Franz teilnahm. Dabei hielt Eulogius Schneider eine Patriotische Rede. Er schlug am 28. Februar vor, die Feier durch die Aufführung einer Kantate auf der Grundlage von Averdonks Ode auf den Tod Josephs und Elisens zu bereichern.

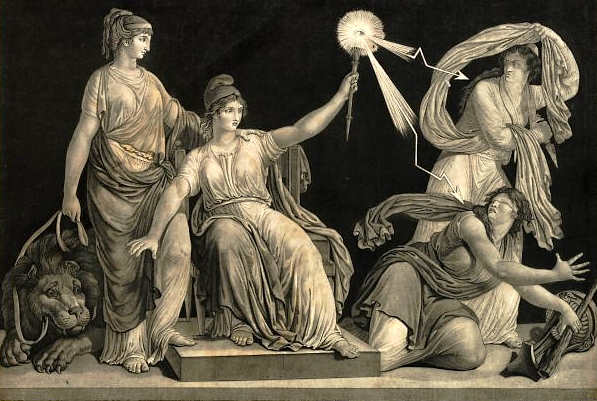
Nach Louis-Simon Boizot: Die Freiheit zerschmettert mit dem Szepter der Vernunft die Ignoranz und den Fanatismus, 1793–1795.

Beethoven, der ein solches Werk anscheinend komponieren wollte, war als Bratschist in der Hofkapelle und am Hoftheater Angestellter des Kurfürsten, aber auch wie Averdonk Schüler Schneiders. Wie in den Akten der Lesegesellschaft unter dem 17. März vermerkt, konnte die Kantate schließlich „aus mehreren Ursachen nicht aufgeführt werden“. Weiter heißt es dort: „Eben so soll alles andere Geräusch soviel wie möglich vermieden werden.“
Offensichtlich hatte sich der junge Musiker für die zur Verfügung stehenden zweieinhalb Wochen zu viel vorgenommen, denn er konnte die Komposition anscheinend erst Anfang Juni 1790 beenden. Der damals am Bonner Theater tätige Kapellmeister August Burgmüller – später Mitbegründer der Niederrheinischen Musikfeste – den Beethoven wohl wegen einer Aufführung angesprochen hatte, schrieb am 16. Juni 1790 an Clemens August von Schall, den Vorsitzenden der Lesegesellschaft:

„Im musikalischen Fache hat Bethof eine Sonate auf den Tod Josephs II – der Text ist vom Averdonk – so vollständig verfertigt, daß sie nur von einem hiesigen ganzen, oder deßgleichen Orchester aufgeführt werden kann.“

Der Brief deutet darauf, dass das Werk kein förmlicher „Auftrag“ der Lesegesellschaft war, denn dann hätten sich Schall und Beethoven bezüglich des Aufführungsdatums sowie des musikalischen Anspruchs sicherlich abgestimmt. Das Werk überstieg auch die Fähigkeiten der Hofkapelle, woran 1791 der Plan einer Aufführung in Mergentheim scheiterte.

## Text

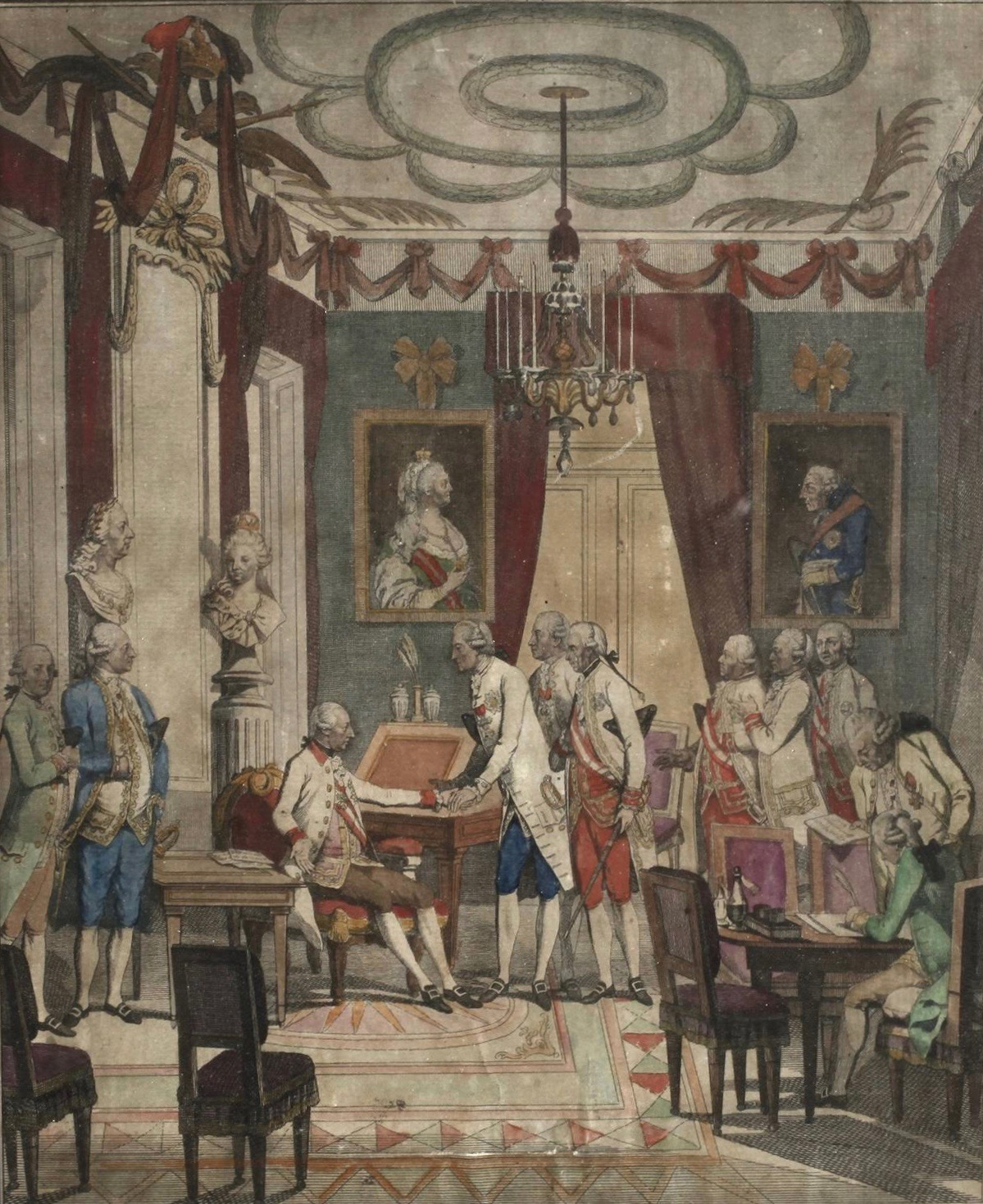
Quirin Mark: Abschied Josephs II. von seinen Vertrauten, 1790.
Links Büsten seiner Eltern Franz I. und Maria Theresia, hinten Porträts Katharinas II. und Friedrichs II.

Chor

„Todt! Todt! Todt!

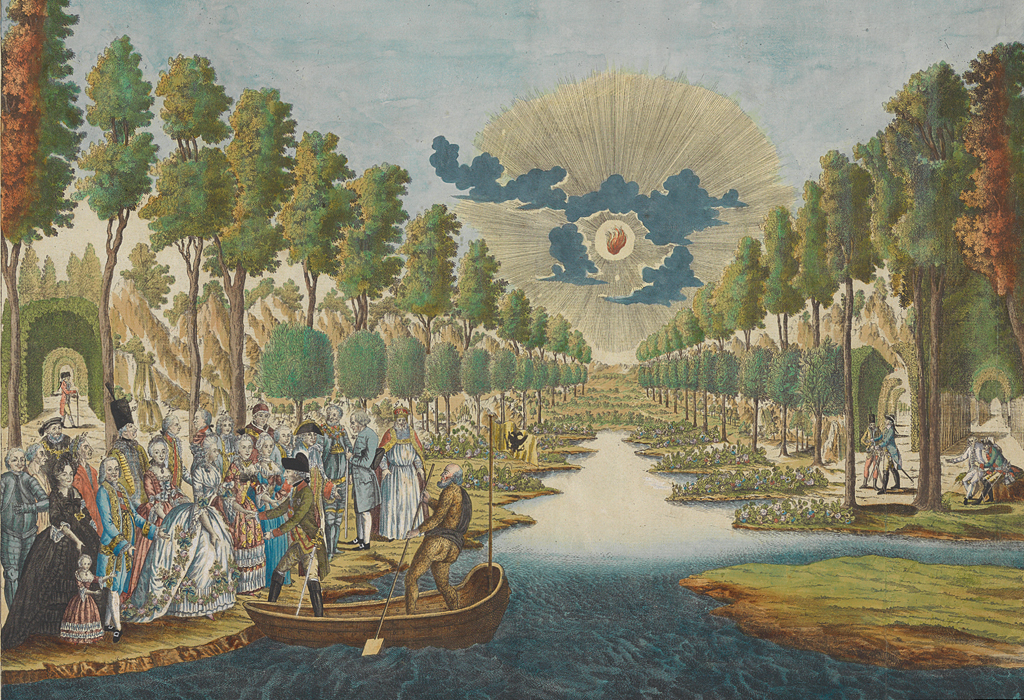
Hieronymus Löschenkohl:
Ankunft Josephs II. in Elysium, 1790.

Todt, stöhnt es durch die öde Nacht.

Felsen, weinet es wieder!

Und ihr Wogen des Meeres,

heulet es durch eure Tiefen:

Joseph der grosse ist todt!

Joseph, der Vater unsterblicher Thaten, ist todt!

Ach todt! Todt! Todt!“

Rezitativ

„Ein Ungeheuer, sein Name Fanatismus,

stieg aus den Tiefen der Hölle,

dehnte sich zwischen Erd’ und Sonne,

und es ward Nacht!“

Arie

„Da kam Joseph, mit Gottes Stärke

riss das tobende Ungeheuer er weg,

weg zwischen Erd’ und Himmel,

und trat ihm auf’s Haupt.“

Arie mit Chor

„Da stiegen die Menschen an’s Licht,

da drehte sich glücklicher die Erd’ um die Sonne,

und die Sonne wärmte mit Strahlen der Gottheit.“

Rezitativ

„Er schläft, von den Sorgen seiner Welten entladen.

Still ist die Nacht, nur ein schauderndes Lüftchen

weht wie Grabes Hauch mir an die Wange.

Wessen unsterbliche Seele du seist, Lüftchen,

wehe leiser! Hier liegt Joseph

im Grabe und schlummert im friedlichen Schlaf’

entgegen dem Tage der Vergeltung, wo du,

glückliches Grab, ihn zu ewigen Kronen gebierst.“

Arie (Wiederholung: Chor)

„Hier schlummert seinen stillen Frieden

der grosse Dulder, der hienieden

kein Röschen ohne Wunde brach,

der unter seinem vollen Herzen

das Wohl der Menschheit unter Schmerzen

bis an sein Lebensende trug.“

## Zum Text
Averdonks Ode ist als Zeugnis der Kämpfe um die Säkularisation zu deuten, welche das katholische Europa zwischen 1750 und 1815 erschütterten.
Der Einbruch der Nacht symbolisiert den Tod des Kaisers, den seine Gegner zur teilweisen Rücknahme seiner Reformen gezwungen hatten. Mit dem Ungeheuer Fanatismus meinte der geistliche Dichter jene konservative Strömung in der Kirche, der die Aufklärer im Gefolge Voltaires vorwarfen, das Licht der Erkenntnis zu verfinstern. Mit der Sonne ist die Gottheit als Ursprung des Lichts gemeint. „Mit Gottes Stärke“ bedeutet, dass der Glaube Joseph Stärke verliehen habe. Indem Averdonk den Fanatismus als Teufel in Drachengestalt auftreten lässt, stellt er den Kaiser dem Erzengel Michael und dem Heiligen Georg an die Seite, mit dem Epitheton der Große Josephs Vorbildern Friedrich II. von Preußen und Katharina II. von Russland. Mit den unsterblichen Taten sind seine Reformen auf kirchlichem Gebiet gemeint. Der große Dulder wird er wegen seiner Toleranzpatente für Lutheraner, Reformierte, Orthodoxe und Juden genannt (Duldung: in damaligem Deutsch Toleranz).
Die Reformen des Kaisers führt der Autor auf dessen „volles Herz“, nicht auf philosophisches Räsonnement zurück. Neben Licht hätten sie den Menschen auch Glück (Wohlstand) und Wärme (Brüderlichkeit) gebracht. Der „Tag der Vergeltung“ und die „ewigen Kronen“ können sowohl religiös (Jüngstes Gericht, Seligkeit) interpretiert werden als auch politisch (Enteignung der Kirche, Nachruhm). Schmerzen bereitet hatte Joseph der Widerstand gegen seine Reformen. Die Aussage, dass er „hienieden kein Röschen ohne Wunde brach“, spielt darauf an, dass er seine beiden Gattinnen verloren hatte. Mit dem „schaudernden Lüftchen“, das die Ruhe des Toten zu stören droht, dürfte die abgeschiedene Seele seiner Ziehtochter Elisabeth von Württemberg gemeint sein, die ihm im Tod vorangegangen war.

## Zur Musik
Beethovens auffallend sichere Behandlung des Orchesters und der Singstimmen wäre wohl kaum denkbar gewesen ohne seine tägliche Praxis als Musiker im Orchester des kurfürstlichen Hoftheaters, wo er Zugang zu den Partituren der aufgeführten Werke hatte. Unter diesen figurierte 1788/89 wie 1789/90 das Singspiel Romeo und Julie von Friedrich Wilhelm Gotter (Text) und Georg Anton Benda (Musik) mit dem Trauergesang „Im Grabe wohnt Vergessenheit der Sorgen“, der Beethoven inspiriert zu haben scheint.
Die Kantate auf den Tod Kaiser Josephs II. ist symmetrisch strukturiert: Der Eingangschor in c-Moll wird im Schlusschor unverändert wiederholt. Innerhalb der Chöre finden sich zwei Satzpaare mit der Abfolge Rezitativ-Arie und der Aria con coro „Da stiegen die Menschen ans Licht“ als Zentrum. Beethoven verwendete die Oboenmelodie zu Beginn der Arie später in seiner Oper Fidelio für Leonores Arie „O Gott! Welch’ ein Augenblick!“
Beethovens Anspruch, innerhalb der konventionellen Satzanlage vokale und orchestrale Möglichkeiten der Musik möglichst auszureizen, kommt unter anderem in den Wechseln zwischen Orchester und Soloinstrumenten, Chorpartien und dem Solistenquartett sowie rein instrumentalen und A-cappella-Partien zum Ausdruck.

## Wirkung
Beethoven komponierte im selben Jahr noch eine Kantate auf die Erhebung Leopolds II. zur Kaiserwürde (WoO 88), die weniger bekannt ist und ebenso wenig zur Aufführung gelangte.

## Uraufführung
Die Uraufführung fand erst am 23. November 1884 in Wien statt, in einem Konzert der Gesellschaft der Musikfreunde unter der Leitung von Hans Richter. Unter den Zuhörern war Johannes Brahms, der danach zu dem Musikkritiker Eduard Hanslick äußerte: „Es ist alles und durchaus Beethoven. Man könnte, wenn auch kein Name auf dem Titelblatt stände, auf keinen andern raten.“